# Johan III av Navarra
Johan III av Navarra, död 1516, var kung av Navarra och medregent jure uxoris med sin maka Katarina av Navarra 1484-1516.